# 進光ボクシングジム
進光ボクシングジム（しんこうボクシングジム）は、大阪府大阪市天王寺区にある日本のボクシングジム。

## 歴史
- 1982年1月18日 串木野純也が、日本ウェルター級王座獲得（後に串木野は、10連続KO防衛日本記録を保持する）。
- 1992年6月24日 桑田弘が、日本スーパーライト級王座獲得（後に桑田は、日本王座連続防衛日本記録を樹立する。後に木村登勇に更新される）。
- 2008年12月23日 鈴木哲也が、日本ミドル級王座獲得。

他にも、新人王、日本ランカーを、多数輩出している。
- トミーズ雅もここでプロデビューして、日本ランキング1位にまで上り詰めた。
- また、ロンドンオリンピック金メダリストの村田諒太も中学時代に練習拠点としていた。

## 所在地
大阪府大阪市天王寺区大道4-10-15-3F